# Arianespace
Arianespace, fondată în 1980, este o companie franceză, subsidiară a Agenției Spațiale Europene, formată dintr-un grup de treizeci și opt de industrii aeronautice europene.
Arianespace se ocupă de comercializarea sistemelor de lansare Ariane 4 (program deja închis) și Ariane 5 aparținând programului Ariane. În 2002, a capturat 50% din piața de lansare a sateliților pe orbită geostaționară. O situație predominantă care s-a deteriorat oarecum odată cu începerea proastă a programului spațial Ariane 5 În total, au fost peste 130 de lansări din 1984. Arianespace folosește portul spațial Kourou din Guyana Franceză, pentru a-și realiza lansările comerciale.
Principalii săi acționari sunt CNES, cu 32,53%, și EADS SPACE Transportation, cu 28,59%.